# 迪特里希·馬特希茨
迪特里希·馬特希茨（德語：Dietrich Mateschitz，1944年5月20日—2022年10月22日）是一位創立紅牛公司並且持有49%股份的奧地利商人。2014年4月馬特希茨的資產淨值估計約有96億美元。他在《福布斯》2019年全球億萬富豪榜中名列第53位，資產達到189億美元。

## 生平
馬特希茨生於奧地利施泰爾馬克邦米爾茨谷地聖馬賴恩，祖先為克羅埃西亞人，當地姓氏為，父母親皆為小學教師，且於他年幼時便離婚了。儘管馬特希茨沒有結婚，但他有一個兒子。馬特希茨擁有私人飛行執照，並享受於駕駛達梭獵鷹900與Piper PA-18。

在花費了十年從維也納經濟大學畢業，並取得世界貿易專業學位後，馬特希茨進入聯合利華上班，開始銷售清潔劑。之後他進入被宝洁公司收購的德國牙膏品牌Blendax做行銷牙膏的工作。之後在一次為Blendax到泰國出差時，他發現了當地的一種糖漿滋補飲料─紅牛（英語：Krating Daeng），便是之後的紅牛能量飲料。於1984年，馬特希茨便與他的泰國夥伴許書標和他的兒子許書恩成立了紅牛公司，接著於1987年轉往奧地利。
馬特希茨定居於奧地利薩爾斯堡，同時他也擁有私人島嶼洛卡娜島，這是他與富比士家族以700萬英鎊所買下的。2013年，馬特希茨買下價值約170萬美元的私人潛艇深水飛行超級獵鷹，提供給洛卡娜私人島嶼頂級渡假村的旅客使用。
2022年10月，紅牛公司宣布其逝世的消息，終年78歲。

## 外部連結
- Forbes.com:Dietrich Mateschitz （页面存档备份，存于）